# FK Mažeikiai
FK Mažeikiai – litewski klub piłkarski z siedzibą w Możejkach.

## Historia
Chronologia nazw:
- 1947—1960: ?
- 1961: ETG Mažeikiai (lit. ETG Mažeikiai)
- 1962—1972: Elektra Możejki (lit. Elektra Mažeikiai)
- 1973—1989: Atmosfera Możejki (lit. Atmosfera Mažeikiai)
- 1990—1991: Jovaras Możejki (lit. Jovaras Mažeikiai)
- 1992: FK Mažeikiai (lit. FK Mažeikiai)
- 1992—1994: ROMAR Mažeikiai (lit. ROMAR Mažeikiai)
- 1995—2000: FK Mažeikiai (lit. FK Mažeikiai)
- 2001—2002: Nafta Możejki (lit. Nafta Mažeikiai)
- Od 2003: FK Mažeikiai (lit. FK Mažeikiai)

Klub piłkarski pod nazwą ETG Mažeikiai występował od 1961, chociaż jeszcze wcześniej w rozgrywkach lokalnych występował klub miejski, który został założony w 1947. Do 1990 nazywał się również Elektra, Atmosfera i Jovaras, po czym przyjął obecną nazwę FK Mažeikiai.
W 1990 uczestniczył w pierwszych mistrzostwach Bałtyckich. W 1991 r. debiutował w pierwszej lidze litewskiej (A lyga). Na początku 1992 klub przejęło miasto i nastąpiła zmiana nazwy na FK Mažeikiai, ale już latem głównym sponsorem klubu został litewski przedsiębiorca Romas Marcinkevičius, który nadał mu nazwę pochodzącą od własnego imienia, czyli ROMAR Mažeikiai. Dzięki jego finansowaniu do klubu sprowadzono dobrych piłkarzy i w sezonie 1993/94 zespół zdobył mistrzostwo kraju. W 1995 klub finiszował na trzecim miejscu, ale z powodu kryzysu finansowego ROMAR wycofał się z klubu i zespół powrócił do nazwy FK Mažeikiai. Przez brak pieniędzy klub był zmuszony rozpocząć rozgrywki w czwartej lidze. Dopiero po pozyskaniu nowego sponsora w 2001 jako Nafta Możejki awansował do drugiej ligi ale szybko z niej spadł. W 2003 już jako FK Mažeikiai wrócił znów do drugiej ligi, ale pobyt ponownie trwał ledwie sezon. W latach 2005–2008 uczestniczył w rozgrywkach trzeciej ligi litewskiej. W 2008 klub zajął pierwsze miejsce w lidze trzeciej i awansował do drugiej ligi litewskiej (I Lyga), a w następnym sezonie zajął trzecie miejsce, ale przed rozpoczęciem sezonu otrzymał prawo występów w A lydze.

## Osiągnięcia
- Mistrzostwo Litewskiej SRR:

mistrz: 1976, 1979
brązowy medalista: 1974, 1977
- Puchar Litewskiej SRR:

finalista: 1979
- Mistrzostwo Litwy:

mistrz: 1994
brązowy medalista: 1995
- Puchar Litwy:

półfinalista: 1994, 1995

## Europejskie puchary
Legenda do wszystkich tabel:
- Q – runda eliminacyjna, 1/16, 1/8, 1/4, 1/2 – odpowiednia faza rozgrywek, Grupa – runda grupowa, 1r gr – pierwsza runda grupowa, 2r gr – druga runda grupowa, F – finał, R – runda, PO – play-off
- k. – rzuty karne, los. – losowanie, Dogr. – dogrywka, w. – zasada bramek strzelonych na wyjeździe

| Sezon   | Rozgrywki   | Runda | Klub        | Dom | Wyjazd | Ogólnie |
| ------- | ----------- | ----- | ----------- | --- | ------ | ------- |
| 1994/95 | Puchar UEFA | 1R    | AIK Fotboll | 0–2 | 0–2    | 0–4     |